# Einsamkeit (Gryphius)

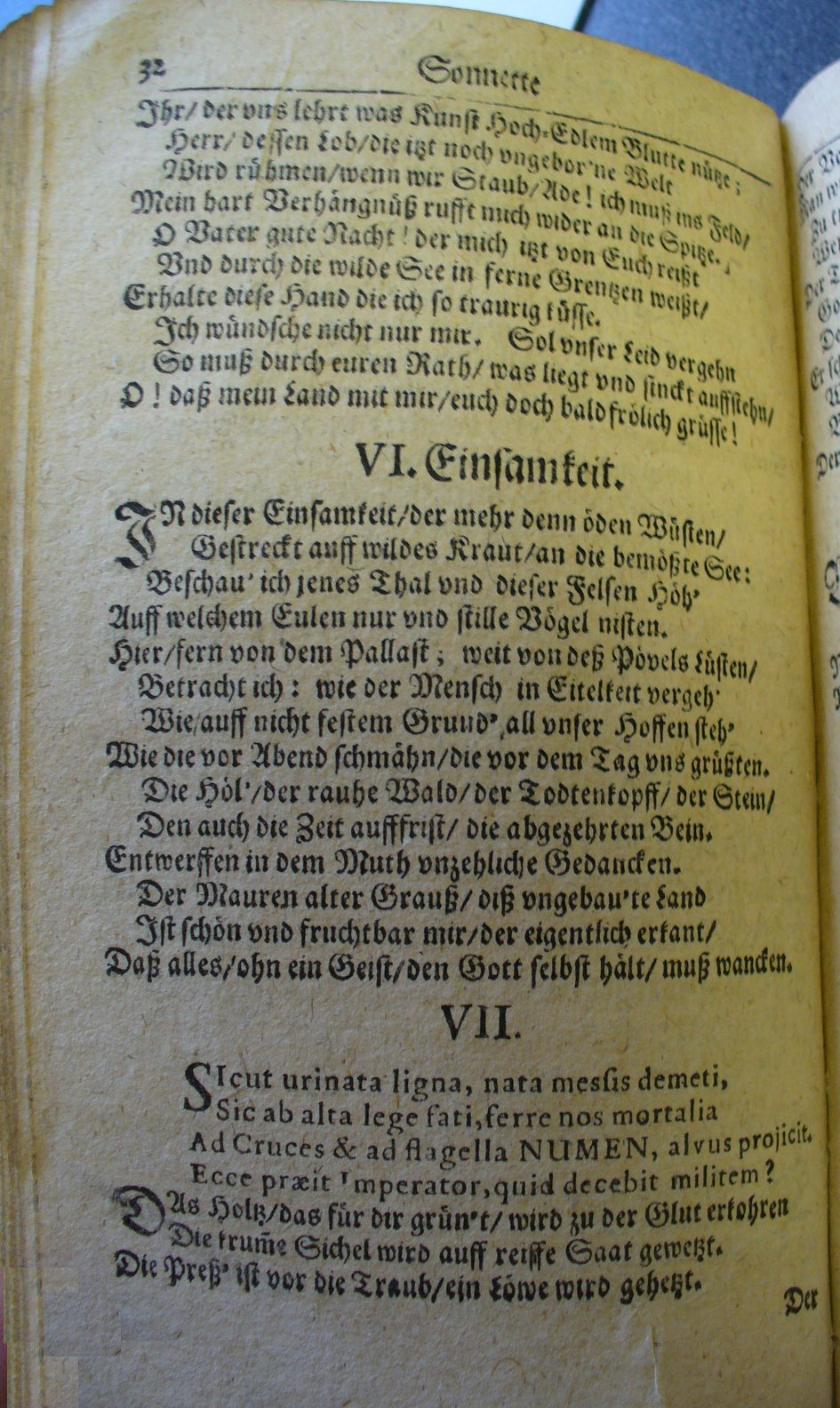
„Einsamkeit“ in einer Ausgabe von 1658

Einsamkeit ist ein Sonett von Andreas Gryphius, berühmt, oft interpretiert, zu den vanitas-Sonetten zählend. Es wurde erstmals 1650 in Frankfurt am Main als sechstes der fünfzig Sonette von Gryphius’ Sonettsammlung „Das Ander Buch“ publiziert. Zu Gryphius’ Lebzeiten wurde es mit dem „Ander Buch“ 1657 in der ersten autorisierten Gesamtausgabe und 1663 in einer Ausgabe letzter Hand mit (nur orthographischen) Änderungen wiedergedruckt.
Die 1650er Fassung wurde 1963 neu gedruckt in Band 1 einer von Marian Szyrocki und Hugh Powell verantworteten Gesamtausgabe der deutschsprachigen Werke, die 1663er Fassung 2012 von Thomas Borgstedt.

## Text
Die Texte sind Szyrockis und Borgstedts Neudrucken entnommen.
Einsambkeit. (1650)

In dieser Einsamkeit / der mehr denn öden wüsten /

Gestreckt auff wildes Kraut / an die bemößte See:

Beschaw’ ich jenes Thal vnd dieser Felsen höh’

Auff welchem Eulen nur vnd stille Vögel nisten.

Hier fern von dem Pallast; weit von des Pövels lüsten /

Betracht ich: wie der Mensch in Eitelkeit vergeh’

Wie auff nicht festem grund’ all vnser hoffen steh’

Wie die vor abend schmähn / die vor dem tag vnß grüßten.

Die Höell / der rawe wald / der Todtenkopf / der Stein /

Den auch die zeit aufffrist / die abgezehrten bein.

Entwerffen in dem Mut vnzehliche gedancken.

Der Mauren alter grauß / diß vngebaw’te Land

Ist schön vnd fruchtbar mir / der eigentlich erkant /

Das alles / ohn ein Geist / den GOt selbst hält / muß wancken.
Einsamkeit. (1663)

In diser Einsamkeit / der mehr denn öden Wüsten /

Gestreckt auff wildes Kraut / an die bemoßte See:

Beschau’ ich jenes Thal und diser Felsen Höh’

Auff welchem Eulen nur und stille Vögel nisten.

Hir / fern von dem Pallast; weit von des Pövels Lüsten /

Betracht ich: wie der Mensch in Eitelkeit vergeh’

Wie / auff nicht festem Grund’ all unser Hoffen steh’

Wie die vor Abend schmähn / die vor dem Tag uns grüßten.

Die Höl’ / der rauhe Wald / der Todtenkopff / der Stein /

Den auch die Zeit aufffrist / die abgezehrten Bein.

Entwerffen in dem Mutt unzehliche Gedancken.

Der Mauren alter Grauß / diß ungebau’te Land

Ist schön und fruchtbar mir / der eigentlich erkant /

Daß alles / ohn ein Geist / den Gott selbst hält / muß wancken.

## Interpretation
Die Besprechung zitiert die Fassung von 1650. Eine besonders ausführliche und „überzeugende“ Interpretation stammt von Wolfram Mauser.

### Form
Das Gedicht ist wie Gryphius’ meiste Sonette in Alexandrinern verfasst. Das Reimschema lautet „abba abba“ für die Quartette und „ccd eed“ für die Terzette. Die Verse mit den „a“- und „d“-Reimen sind dreizehnsilbig, die Reime weiblich, die Verse mit den „b“-, „c“- und „e“-Reimen sind zwölfsilbig, daher hier entsprechend den Ausgaben von Szyrocki und Borgstedt eingerückt, die Reime männlich.

### Erstes Quartett
In der Einsamkeit einer „mehr denn öden wüsten“ befindet sich das lyrische Ich. Dies ist kein locus amoenus. „Gestreckt auff wildes Kraut“ lagert der Sprecher statt auf einer Blumenwiese, „an die bemößte See“ statt an einer rauschenden Quelle; statt schlagender Nachtigallen nisten hier „Eulen nur vnd stille Vögel“ – ein „invertierter locus amoenus“, locus desertus oder locus melancholicus; von  einer „Anachoreten-Landschaft“ spricht Dietrich Walter Jöns. Die Eule ist ein Vogel der Einsamkeit. So in den Psalmen, nach der Lutherbibel von 1545: „Jch bin gleich wie ein Rhordomel in der wüsten / Jch bin gleich wie ein Kützlin in den verstöreten Stedten.“ So bei Shakespeare, in dessen  Titus Andronicus an einem locus desertus nichts gedeiht „unless the nightly owl or fatal raven“.

### Zweites Quartett
Zur Einsamkeit in der Natur, auf die das „Hier“ anaphorisch hinweist, kommt in Vers 5 die Ferne von mitmenschlicher Gemeinschaft, „deren Extrempositionen in striktem metrischen und syntaktischen Parallelismus benannt werden“: „Hier fern von dem Pallast; weit von des Pövels lüsten.“ Der „Pallast“ steht für den Adel, der „Pövel“ – im Denken der Zeit charakterisiert durch die Unfähigkeit, Leidenschaften zu beherrschen – für die untersten Bevölkerungsschichten. Gemeint ist die Gesellschaft als Ganzes. In dieser Distanz von allem Ablenkenden vermag der Meditierende dem Wesen des Menschen nachzusinnen.
Mauser betont die Gliederung des Gedichts durch die Verben und zitiert dabei aus Grimms Wörterbuch. Im ersten Quartett beschaut der Sprecher (Vers 3), im zweiten betrachtet er (Vers 7). „beschauen ist inniger als besehen, und betrachten nachdenklicher als beschauen <...> der beschauende sinnt nach, der betrachtende denkt nach. man kann keine beschauungen machen, sie erfolgen von selbst, betrachtungen aber müssen gemacht werden.“ Die bewusste Betrachtung also lehrt das Ich die alles beherrschende Eigenschaft des Menschseins: „wie der Mensch in Eitelkeit vergeh’“ – die Eitelkeit, vanitas alles Irdischen.

### Erstes Terzett
Der Blick richtet sich wieder auf die Natur.
Die Höell / der rawe wald / der Todtenkopf / der Stein /
Den auch die zeit aufffrist / die abgezehrten bein
sind weitere Requisiten der vanitas, Metaphern der Geschöpflichkeit und Vergänglichkeit. „Die Natur der Natur ist für Gryphius in letzter Instanz immer, daß sie ein ens creatum ist. Das ist das ontologisch Gemeinsame all dieser Dinge. Und wie alles Geschaffene auf den Schöpfer verweist, so sind auch diese Dinge Sinnbilder seiner Wirklichkeit.“
Das kennzeichnende Verb des Terzetts ist „Entwerffen“:
Entwerffen in dem Mut vnzehliche gedancken.
Das Wort „Mut“ hat nach Grimms Wörterbuch „den allgemeinen sinn des menschlichen innern als sitz des fühlens, denkens, begehrens, strebens überhaupt, was sich noch in unserm gemüt theilweise bewahrt hat.“ Die das Signum des Verfalls tragenden Dinge nehmen den Betrachter ganz in Anspruch, sein Fühlen, Denken, Begehren, Streben. „‚Entwerffen‘ die Dinge ‚in dem Mut vnzehliche gedancken‘, so bedeutet das die im meditierenden Betrachten vernommene Sprache der Schöpfung.“

### Zweites Terzett
Diese Sprache der Schöpfung wird dem Sprecher-Ich im zweiten Terzett „schön vnd fruchtbar“, lässt das Ich – viertes der gliedernden Verben – erkennen.
Ist schön vnd fruchtbar mir / der eigentlich erkant /
Das alles / ohn ein Geist / den GOt selbst hält / muß wancken.
Bei aller vanitas, „Eitelkeit“ (Vers 6) des Irdischen führt das Beschauen, Betrachten, „Entwerffen“ von „gedancken“ zu einer versöhnlichen Erkenntnis. Zu Staub zerfällt alles, wenn Gott sein Gesicht verbirgt. Sendet er aber seinen Geist aus, so wird es neu geschaffen, und er erneut das Angesicht der Erde. So nach der Lutherbibel von 1545: „Verbirgestu dein Angesicht / So erschrecken sie / Du nimpst weg jren odem / So vergehen sie / vnd werden wider zu Staub. Du lessest aus deinen Odem / so werden sie geschaffen / Vnd vernewest die gestalt der Erden.“ So nach dem Hebräerbrief: Gottes Sohn „ist der Glantz <von Gottes> Herrligkeit / vnd das Ebenbilde seines wesens / vnd tregt alle ding mit seinem krefftigen Wort.“
„Von dieser Grundlage barocken Bibelchristentums aus wird im Sichtbaren und Zeitlichen das Unsichtbare und Ewige, Gott als Schöpfer und Erhalter alles Seienden gesehen, und auf die Betonung dieser Perspektive, die die in ihrer faktischen Beschaffenheit unfruchtbare und dem Auge keine Schönheit bietende Einöde ‚schön vnd fruchtbar‘ werden läßt, kommt es Gryphius an, wie der in dialektischer Antithetik herausgearbeitete Schluß des Sonetts zeigt.“

### Das Ganze

#### „Nicht-lyrische Lyrik“
Für Gerhard Fricke tritt 1933 in „Einsamkeit“ „das Miteinander von Landschaftscharakter und Seelenstimmung, wie es für den barocken Dichter möglich ist, in repräsentativer Weise hervor.“ Das Gedicht zeige den Dichter in seiner Landschaft. Jedoch fehle „jegliche poetische Stimmung“.  Meer und Gebirge verkörperten, „noch frei von jedem ästhetisch-erhabenen, autonomen Stimmungsgehalt, nur die Elemente der Unfruchtbarkeit, der Wüstenei und der Zerstörung“. Der Landschaft fehle „nicht nur alle lyrische Beseelung, alle Bewegung, ja, alles Organische, – in ihrer gänzlich unverwandelten, fremden Dinglichkeit“ gleiche „sie selber einem Friedhof und Trümmerhaufen der Natur“. Eben darin liege „für den betrachtenden Blick des Dichters ihr Erbauliches“. Der Dichter umgebe sich mit Höhle, Wald, Stein, unfruchtbarem Feld, Totenkopf, Gerippe und Ruine, einer in Fragmente aufgelösten Welt. „Nachdem sie auf solche Weise unserem Gefühl nach für die dichterische Verwendung unbrauchbar gemacht ist, wird sie für G. gerade ‚schön vnd fruchtbar‘, quellend vor Anregungen und erfüllt von Bedeutung. Eben damit ist aber das, was an der Natur ‚Natur‘ ist, völlig nivelliert.“ Literarische Künstlichkeit und Konvention schließe „jede unmittelbare und ursprüngliche Wirkung der Natur“ aus.
Spätere Interpreten haben viele Beobachtungen Frickes bestätigt, sein in der Summe negatives Urteil aber auf einen für Renaissance und Barock unangemessenen Begriff von Lyrik zurückgeführt. Emil Staiger hatte 1946 geschrieben: „Wir lesen an romantischen Liedern, an Liedern, die Goethe gedichtet, und andern Liedern, die diesen ähnlich sind, das Wesen des Lyrischen ab.“ Karl Otto Conrady entgegnete 1962, Staigers Bestimmung greife allein im Bereich der goethischen und nachgoethischen „Erlebnislyrik“. Die vorgoethische, in Staigers Sinn „nicht-lyrische Lyrik“ gerate aus dem Gesichtskreis. Erich Trunz führt 1992 aus, dass die Dichtung des Barock „in allem Naturhaften nur Embleme der Heilsordnung sah und nie das Gegenständlich-Einzelne, sondern nur das Gesetzlich-Allgemeine darstellen wollte“. Natürlich habe es das persönliche, besondere Erlebnis gegeben, ohne dieses hätte es die Dichtung nicht gegeben; aber man habe es gefiltert, bis das Allgemeine übrig blieb. Zur Bildlichkeit sei als zweites großes Stilmittel die Häufung gekommen. Die Dichter hätten, um die Sache gewiss richtig zu bezeichnen, möglichst viele Wörter aneinander gereiht. Die größten künstlerischen Leistungen, zum Beispiel die Sonette des Andreas Gryphius, hätten sich in Häufungen und Bildern bewegt, korrekte Alexandriner gebaut. In diesen strengen Formen, ja durch die Strenge dieser Form, habe sich das innerste Anliegen des Dichters ausgesprochen, die Überwindung des Chaos der Welt durch die christliche Heilsordnung.
Nach Jöns steht Fricke bei seinem Urteil, in „Einsamkeit“ schließe literarische Konvention „jede unmittelbare und ursprüngliche Wirkung der Natur“ aus (siehe oben), „ein von der klassisch-romantischen Naturauffassung gewonnener Naturbegriff im Wege“. Betrachte man das Sonett aus barocker Sicht und nicht unter dem kritischen Vorzeichen jener Möglichkeiten der Naturgestaltung, die erst mit der Autonomie der Subjektivität im Sturm und Drang einsetzten, dann sei es als die poetische Gestaltung einer geistlichen Naturbetrachtung zu begreifen. „Das Verhältnis von Mensch und Natur, wie es uns in diesen Versen explizit entgegentritt, ist durch kein Gefühl im Sinne subjektivistischer Lyrik bestimmt, aber es ist auch nicht unverbindliche Reflexion, <...> sondern was sich hier vollzieht, ist eine von der Bibel als einer absoluten Wahrheit ausgehende spiritualisierende Naturbetrachtung.“

#### Bildende Kunst

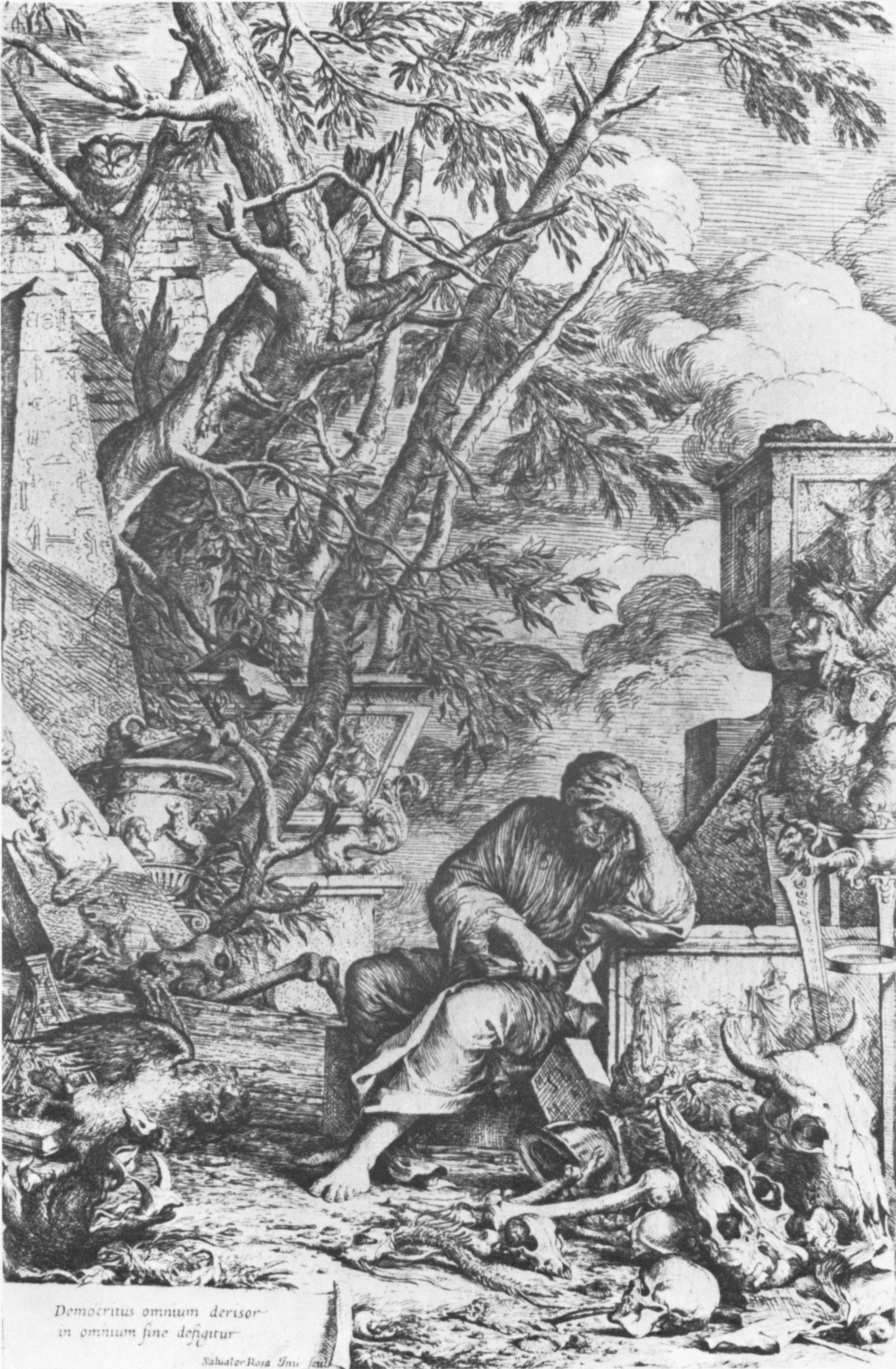
„Demokrit in Meditation.“ Radierung von Salvator Rosa.

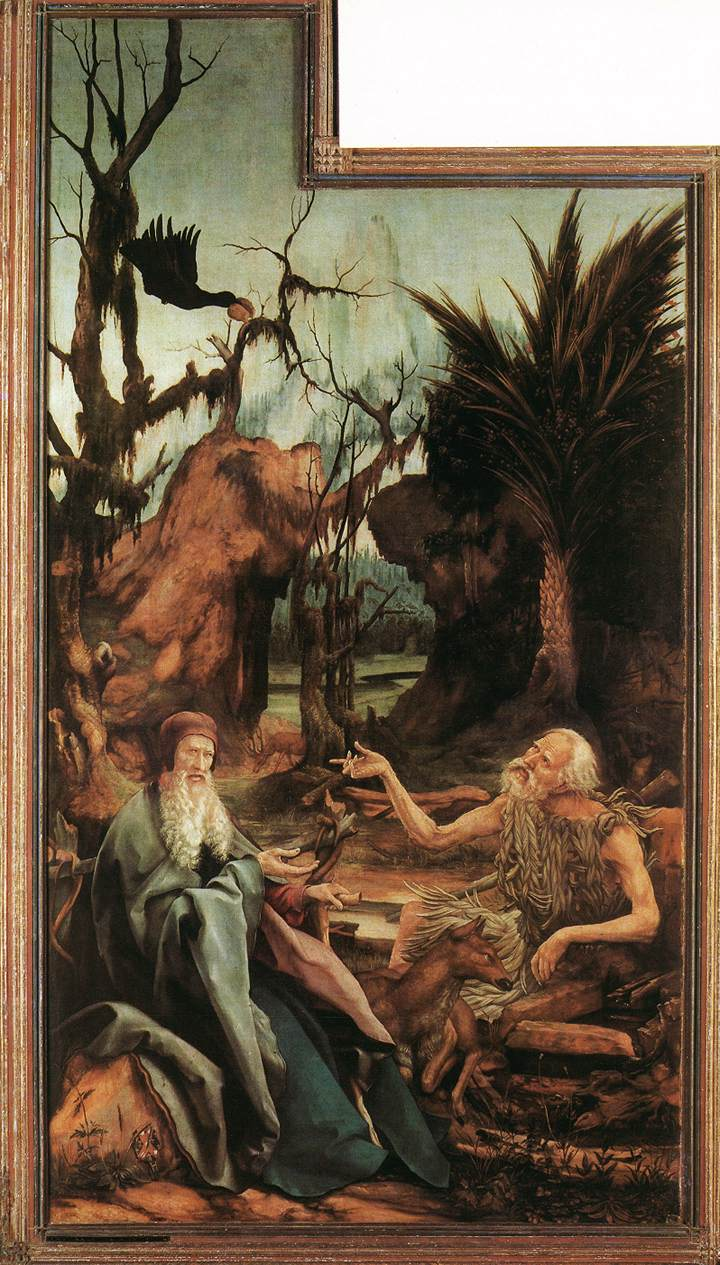
„Begegnung der Heiligen Paulus und Antonius“. Gemälde von Matthias Grünewald.

Helen Watanabe-O’Kelly hat die Landschaft des Gedichts in Darstellungen der Melancholie in der bildenden Kunst wiedergefunden. Dazu gehört Salvator Rosas Radierung „Demokrit in Meditation“. Demokrit galt als Weiser, der, von der Welt getrennt, deren Torheit erkannte. Ein Mann sitzt auf Mauerresten, den Kopf in die Hand gestützt, in typischer nachdenklich-melancholischer Pose. Vor ihm liegt ein Haufen Knochen, links eine Urne und ein Sarg mit einer Leiche, darum Trümmer, ein halbverdorrter Baum, in dessen Gezweig oben links eine Eule. Etwa fünfzig Jahre zuvor entstand Matthias Grünewalds „Begegnung der Eremiten Paulus von Theben und Antonius Abbas“, Teil des Isenheimer Altars. Watanabe-Kelly beschreibt: „Die Szene ist kahl und steinig, ein stagnierender Strom schleppt sich im Hintergrund dahin; große, dürre, blätterlose Bäume sind mit Moos bedeckt, und ein Rabe fliegt mit Brot für die Einsiedler hinunter. Felsenklumpen, ebenfalls überwachsen, grenzen den Ort ab. Mauertrümmer liegen am Boden herum, und im Hintergrund ragen einige Berge empor. <...> Diese Art von Landschaft ist dann nur einen Schritt von der Gryphschen Aussage im ‚Einsambkeitssonett‘ entfernt: ‚Die Höell / der rawe wald‘ <...> Entwerffen in dem Mut vnzehliche gedancken.“ Bei Grünewald sei die Szene Kulisse, die zum Seelenzustand der beiden Männer passe. Bei Gryphius könne man von einer „Meditationslandschaft sprechen, d. h. von einer Landschaft, die beim Betrachter, der sich in der Landschaft befindet, einen gedanklichen Prozeß christlichen Inhalts auslöst“. So wie das Gedicht eine „Anachoreten-Landschaft“, hat man Grünewalds Bild die „metaphysische Überhöhung <einer Naturszenerie> zur idealen anachoretischen Landschaft“ genannt.

#### Deutungen seit 1980
Mauser stellt 1988 seine Besprechung der drei Sonette „An den gecreutzigten Jesum“, „Thränen in schwerer Krankheit“ und „Einsamkeit“ unter die Überschrift „Andreas Gryphius – Philosoph und Poet unter dem Kreuz“. „Das Gedicht ist kein Landschaftsgedicht.“ Es gehe vielmehr um eine geistige Auseinandersetzung mit Elementen der Natur, nicht um ihrer selbst oder landschaftlicher Schönheit willen, sondern im Hinblick auf die eschatologische Bestimmung des Menschen. Von daher werde der Ort gewählt und werden die Gegenstände zusammengestellt. Deren Gemeinsamkeit erschöpfe sich darin, dass sie Träger analoger Bedeutung seien. Darum brauchten die einzelnen Elemente nicht zusammenzupassen, ja sie könnten sich geradezu ausschließen, wie die „öden wüsten“ (Vers 1) und der „rawe wald“ (Vers 9). „Die genannten Gegenstände der Natur sind Sinn-Bilder, Abbilder, Zeichen. Sie vermögen die heilsgeschichtliche Bedeutung der Welt vor Augen zu führen. Wer, wie das Ich des Sonetts, den Schritt zur Deutung zu vollziehen vermag, für den ist das öde, verlassene, unfruchtbare (‚vngebaw’te‘) Land ‚schön vnd fruchtbar‘. In einer sinnreichen Wendung vollzieht Gryphius den Schritt von der heilsgeschichtlichen Dimension des Sonetts zum Aspekt des Seelenheils des einzelnen. In mehrfacher Hinsicht erweise sich so das Sonett als Sinn- und Formkonzentrat hohen Ranges.“
Der US-amerikanische Germanist Blake Lee Spahr fühlt sich an Winterlandschaften von Caspar David Friedrich erinnert. Anders als für Mauser geht es für ihn in „Einsamkeit“ nicht um die Vergänglichkeit des menschlichen Lebens. Es sei ein Gedicht über den Künstler und seine Bildvisionen, „icons of a world in extremis, which only the creative hand can turn to a positive purpose“ – „Ikonen einer Welt in extremis, die nur die schöpferische Hand <des Künstlers> positiv zu wenden vermag“.
Thomas Borgstedt hat 2009 auf die Beziehung von „Einsamkeit“ zu Francesco Petrarcas Sonett
Solo et pensono i piu deserti campi

vo mesurando a passi tardi et lenti
Allein und gedankenvoll die wüstesten Lande

durchmesse ich mit langsamen und trägen Schritten
hingewiesen. Im ersten Vers werde mit dem Reimschluss „öden wüsten“ die Petrarca-Referenz deutlich markiert. Die petrarkische Melancholie werde bei Gryphius in die Sicherheit der christlichen Kontemplation umgewertet.
Das Gedicht stelle die rhetorische Frage „Was ist der Mensch?“, schreibt Andreas Blödorn. Die erste Antwort sei: Der Mensch ist nichts. Die zweite sei versöhnlich. Wer den meditativen Erkenntnisweg des Gedichts gehe, könne „frohgemut ins nunmehr beseelte Diesseits zurückkehren. Nur einsam ist er, aber nicht allein. Wie ließe sich diese Erkenntnis überzeugender fassen als mit der Schönheit der regelgeleiteten, kunstvollen Form des Sonetts, jener Form, der Gryphius erst zu poetischer Eigenständigkeit im Deutschen verhalf. Diese poetische Schönheit meditativer Erkenntnis spricht uns aus der Ferne der Barockzeit bis heute an. <...> Mit optimistischer Erkenntnisgewissheit bindet das Sonett Weltzerfall und neu gefundenen Halt im Glauben in dem umarmenden Reim der Schlussverse poetisch zusammen. Wer, so appelliert das Gedicht in seiner Formvollendung, würde dem nicht gerne folgen – allein um der Schönheit dieser Erkenntnis willen?“